# Luhanka
Luhanka este o comună din Finlanda.